# Graničar (igra)
Graničar je ekipni šport u kojem igrači dviju protivničkih momčadi pokušavaju bacati loptu i pogoditi protivnike, izbjegavajući da i sami budu pogođeni. Cilj svakog tima je eliminirati sve članove protivničkog tima tako što će ih pogoditi bačenim loptama, uhvatiti loptu koju je protivnik bacio ili navesti protivnika da počini prekršaj, kao što je izlaženje izvan terena.

## Pravila
Graničar se igra loptom koja mora biti mekana i spužvasta. Obujam lopte je 16-25 cm, na terenu dimenzija 18 x 8 metara, a za mlađe godište 16 x 7 metara. Teren može biti bilo koje podloge.
Ekipa se sastoji od najviše 9, a najmanje 8 igrača. Ekipa može imati maksimalno 1 zamjenu. Zamjenski igrač može ulaziti u igru tijekom seta kad se ekipa koja vrši zamjenu nalazi u posjedu lopte. Po sedam igrača nalazi se u svom dijelu terena, a graničar se nalazi na suprotnoj strani iza osnovne linije, tako da se suparnička ekipa nalazi između njega i njegove ekipe. Graničar se smije mijenjati samo između setova. 
Cilj igre je da svaka ekipa rukom bačenom loptom neobranjivo pogađa igrače suparničke ekipe u njihovom polju. Pogodak mora biti vidljiv. Utakmica se igra u dva dobivena seta do 15 bodova, a u slučaju da obje ekipe osvoje po jedan set igra se treći set. Prije početka igre sudac obavlja ždrijeb uz prisustvo kapetana obje ekipe. Ekipa koja dobije ždrijeb dolazi u posjed lopte na početku prvog seta. Prije početka trećeg seta ponovno se obavlja ždrijeb. 
Graničar upućuje loptu u igru, a protivničke igrače se smije gađati tek nakon dva dodavanja. Dodavanje je akcija kojom se lopta upućuje suigračima i prelazi prostor terena iznad dohvata protivničkih igrača. Ekipa osvaja bod kada pogodi protivničkog igrača, a potom lopta dodirne tlo. Isto vrijedi i kada igrač lupi loptom o tlo, smatra se da je pogođen i dosuđuje se bod suparničkoj ekipi. Ako netko od igrača bilo koje ekipe uhvati loptu prije nego padne na tlo, igrač je spašen. Ako lopta u letu pogodi više igrača i padne, ekipa osvaja onoliko bodova koliko je igrača bilo pogođeno. 
Za svaki od sljedećih prekršaja koji obuhvaćaju prijestup, izlaske iz terena ili dodire s protivničkim igračem dosuđuje se gubitak lopte ili bod za suparničku ekipu. Igrač je počinio prestup kada cijelim stopalom dotakne tlo van polja za igru. Ako igrač prilikom gađanja suparničke ekipe uhvati loptu i napravi prijestup ili izađe iz svog polja, dosuđuje se gubitak lopte. 
Ako igrač prilikom gađanja suparničkog igrača izvodi skok-šut i u letu doskoči u suparničko polje to se smatra prijestupom i lopta se dodjeljuje suparničkoj ekipi. Sva polja izvan vlastitog smatraju se poljima suparnika. Prilikom prebacivanja lopte iz polja do graničara ili prilikom gađanja suparničkih igrača, lopta može prijeći osnovnu (poprečnu) liniju i bočne linije suparničkog polja i ostati u posjedu ekipe. 
Sve akcije igrača koje uključuju izmicanje i pomaganja pri izmicanju (povlačenje suigrača za dres) u vlastitom polju su dozvoljene. Igrač koji dođe u posjed lopte mora s njom izvršiti napadačku akciju i ne smije je dodavati suigraču unutar svog polja. Napadačka akcija uključuje gađanje suparničkih igrača i dodavanje lopte graničaru. 
Svi vanjski čimbenici koji utječu na igru se zanemaruju. Lopta koja se odbije od vanjskog čimbenika i uđe u igru vraća se graničaru. Nakon postignutog boda igru nastavlja igrač koji je pogođen. Zamjene mogu ući na kraju svake runde, zamijeniti ozlijeđene i pogođene igrače. Tijekom igre svi igrači moraju ostati u granicama, s iznimkom gađaoca/graničara (svaki na svojoj strani terena).